# Coenobiodes abietiella
Coenobiodes abietiella är en fjärilsart som beskrevs av Matsumura 1931. Coenobiodes abietiella ingår i släktet Coenobiodes och familjen vecklare. Inga underarter finns listade i Catalogue of Life.